# Ctenodontina martini
Ctenodontina martini là một loài ruồi trong họ Asilidae. Ctenodontina martini được Fisher miêu tả năm 1992.